# Чемпионат России по греко-римской борьбе 2018
Чемпионат России по греко-римской борьбе 2018 года прошёл в Одинцово 6-11 августа в волейбольном центре.

## Медалисты
| Категория | Золото             | Серебро           | Бронза                         |
| --------- | ------------------ | ----------------- | ------------------------------ |
| до 55 кг  | Виталий Кабалоев   | Виктор Ведерников | Василий Топоев Батыр Бултаев   |
| до 60 кг  | Мингиян Семёнов    | Жамболат Локьяев  | Артур Петросян Родион Саматов  |
| до 63 кг  | Степан Марянян     | Ибрагим Лабазанов | Роман Иванов Рустам Хучбаров   |
| до 67 кг  | Заур Кабалоев      | Алексей Киянкин   | Павел Салеев Азамат Ахмедов    |
| до 72 кг  | Абуязид Манцигов   | Аскер Оршогдугов  | Гарик Гюлумян Александр Пайвин |
| до 77 кг  | Александр Чехиркин | Ираклий Каландия  | Руслан Исаков Дмитрий Джиоев   |
| до 82 кг  | Имиль Шарафетдинов | Адлан Акиев       | Вааг Маргарян Ильяс Магомадов  |
| до 87 кг  | Бекхан Оздоев      | Давит Чакветадзе  | Илья Никифоров Гамзат Юсупов   |
| до 97 кг  | Муса Евлоев        | Никита Мельников  | Илья Борисов Данила Сотников   |
| до 130 кг | Сергей Семёнов     | Виталий Щур       | Лом-Али Акаев Зураб Гедехаури  |